# Kevin Stott
Kevin Stott (Chino, Califórnia, 9 de Julho de 1967) é um árbitro de futebol estadunidense. Tem 1,77 m de altura e pesa 67 kg.
Professor, Kevin Stott começou a apitar profissionalmente em 1 de janeiro de 1995.